# 二本松市立油井小学校
二本松市立油井小学校（にほんまつしりつ ゆいしょうがっこう）は、福島県二本松市油井にある公立小学校。

## 沿革
- 1873年（明治6年）4月24日 - 遊佐氏宅を仮校舎として開校する[1]。
- 1950年（昭和25年）2月18日 - 火災により校舎を焼失[2]。
- 2005年12月1日 - 安達町立油井小学校から二本松市立油井小学校に改称。

## 著名な関係者

### 出身者
- 高村智恵子（洋画家）[3]
- 樋口達哉　（オペラ歌手）
- 平沢勝栄（政治家）

### 元教員
- 二階堂トクヨ（体育指導者） - 高村智恵子の妹の担任を務め、智恵子とも交流があった[3]。